# Casa Paoli
Casa Paoli, Huize Paoli, is een historisch huis in de wijk Cuarto in Ponce in Puerto Rico. Het is van betekenis als het geboortehuis van Antonio Paoli (1871-1946), een tenor die als eerste Puerto Ricaan internationale erkenning bereikte in de uitvoerende kunsten.
Het is het huis van zijn jeugd, en het was hier dat hij bekend werd met de opera die hem in die jaren vormde. In 1987 werd het huis omgebouwd tot museum ter ere van zijn carrière. Het gebouw werd in 2009 opgenomen in het Amerikaanse Nationale register voor Historische Gebouwen.

## Geschiedenis
Het huis was een huwelijksgeschenk van Paoli's oom voor zijn ouders geweest, die in de Catedral de Nuestra Señora de Guadalupe (Ponce Catedral) trouwden. Vijf van hun acht kinderen waren toen al geboren. Antonio, hun zevende kind, is in dit huis geboren, net zoals twee van zijn broertjes en zusjes. Het huis was belangrijk voor zijn ontwikkeling tot operazanger. Doordat het op slechts een paar straten afstand stond van de enige locatie voor podiumkunst, Teatro La Perla, was het makkelijk bereikbaar voor Paoli.

## Architectuur
De voorgevel van de villa bestaat uit een in het oog springende perzik, wit gemetseld baksteen en een gepleisterde veranda met een groot boogvormig balkon dat gesierd wordt door het gezicht van een vrouw. Een tweede kleinere boogvormige entree, vormt de hoofdingang naar de veranda en het huis. Vroeg 19e-eeuws ijzerwerk scheidt de veranda sierlijk van het trottoir aan de voorkant. De voordeuren van het huis zijn voorzien van houten jaloezieën, wat erg karakteristiek is halverwege en eind 19e eeuw. Een cirkelvormig windgat met decoratief lijstwerk accentueert de veranda. Een andere, kleinere ronde opening siert hoog boven de poort in de veranda.
Het interieur bestaat uit negen kamers, een lange zonnige hal aan de zijkant met meerdere rolluiken van fineerhout, en aan de buitenkant een foyer die uitkomt op de achtertuin, bestraat met kinderkopjes. De architecturale stijl wordt omschreven als neo-klassiek, met nog wat 20e-eeuwse elementen. Het huis was gebouwd als houten constructie, toen het in 1864 in het bezit van het gezin kwam. In 1870 werd het huis opgeknapt tot een gemetselde villa van baksteen met hout. In 1914 werd het omgebouwd tot de huidige constructie van baksteen en stucwerk door de prominente lokale architect en burgerlijk ingenieur, Manuel V. Domenech.

## Antonio Paoli
Antonio Paoli werd op 14 april 1871 in dit huis geboren. Van jongs af aan ging hij met zijn ouders mee naar operavoorstellingen in Teatro La Perla, ongeveer zes straten verderop. Een inspirerend optreden van de Italiaanse tenor Pietro Baccei hielp hem te beslissen wat hij later wilde worden. Zijn ouders voedden zijn ambitie door hem in te schrijven bij een muziekschool, zodat hij zijn stem kon ontwikkelen. Toen Antonio echter nog maar net twaalf jaar was, stierven zijn ouders. Paoli verhuisde naar Spanje om bij zijn zus Amalia, die ook zangeres was, te gaan wonen. Ook Amalia stimuleerde haar jongere broer om zijn droom om operazanger te worden, waar te maken.
Na zijn opleiding aan het Koninklijk Klooster van El Escorial in Madrid (Spanje) en de Academia de Canto La Scala in Milaan (Italië), debuteerde Paoli in Parijs. Hij verwierf daarna tal van onderscheidingen en prijzen over de hele wereld en men sprak liefdevol over hem als 'de Koning der Tenoren' vanwege zijn krachtige lyrische stem, en eveneens als de 'Tenor van de Koningen' omdat hij voor talrijke koningen over de hele wereld gezongen heeft. In 1917 keerde hij terug naar Puerto Rico. Antonio en Amalia richtten een stemtrainingsschool op in San Juan. Ze leverden ook een bijdrage aan theaterproducties in het gemeentelijk theater van San Juan. In 1934 werd dit theater ter ere van hem omgedoopt tot 'Antonio Paoli Theater'.
Paoli stierf op 24 augustus 1946 en werd op Puerto Rico begraven op het Cementerio Memorial in Isla Verde. Op 13 april 2005 werd zijn stoffelijke overschot overgebracht naar het Panteon Nacional Roman Baldoriloy de Castro in Ponce. Antonio Paoli wordt beschouwd als de eerste Puerto Ricaan die internationale faam verwierf in de muziekkunst.

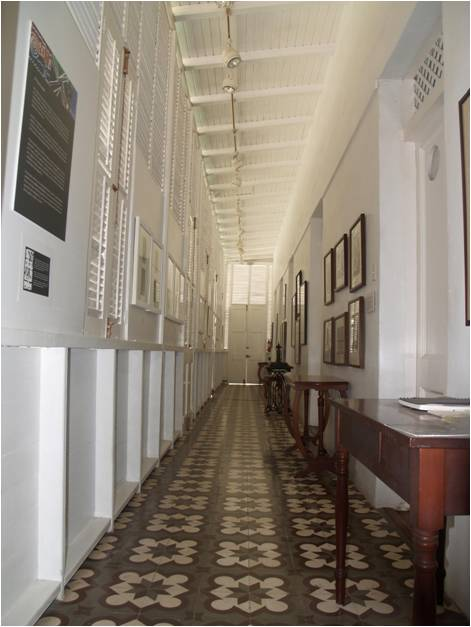
galerij

## Museum en onderzoekcentrum
Vandaag de dag is Casa Paoli een museum en onderzoekscentrum op het gebied van de Puerto Ricaanse cultuur. In het gebouw is het hoofdkwartier gevestigd van het Centro Investigaciones Folkloricas de Puerto Rico (Centrum voor Folkloristisch Onderzoek in Puerto Rico). De missie van het centrum is om culturele tradities en volkskunst te bevorderen. Het centrum kocht het pand in 1987 van Antonio Penna Salicrup en zijn familie om de geschiedenis van de lyrische zanger en zijn familie intact te houden.
Het folkloristische centrum was eerder gehuisvest in Calle Marina 27, in de Zaldo de Nebot Residentie, maar verhuisde in 1987 naar Casa Paoli.
Het museum in Casa Paoli geeft de bezoekers een kijkje in zijn leven en successen. Het bestaat uit drie expositieruimtes waar foto's, en correspondentie in de vorm van onder meer ansichtkaarten en andere memorabilia worden tentoongesteld. Er is een museumwinkel waar kleurrijke maskers van papier-maché te zien zijn, die tijdens de jaarlijkse carnavalsfeesten in Ponce zijn gebruikt. Naast andere documenten en memorabilia uit zijn leven worden voorbeelden van Puerto Ricaanse kunst en de geschiedenis van de stad Ponce getoond.